# آنتونیو د اویوآ
آنتونیو د اویوآ (اسپانیایی: Antonio de Ulloa‎؛ زاده ۱۲ ژانویهٔ ۱۷۱۶ درگذشته ۳ ژوئیهٔ ۱۷۹۵) یک دانشمند اهل اسپانیا بود.